# 崇禅寺馬場の仇討
崇禅寺馬場の仇討（そうぜんじばばのあだうち）は、正徳5年（1715年）11月4日、摂津国西成郡浜村（現在の大阪市 東淀川区東中島）崇禅寺の松原において、遠城治左衛門および安藤喜八郎の兄弟が、末弟である宗左衛門のかたきである生田伝八郎を討とうとして、返り討ちにあった事件である。浄瑠璃、映画などの題材となった。

## 概要
実説として伝えられるところによれば、正徳5年5月14日、大和国郡山藩の鎗術師範である遠城治郎左衛門の末子である宗左衛門（17歳）は、兵術のことが原因で家中の生田伝八郎（25歳）といさかいをおこし、殺害された。伝八郎は国元を立ち去り、弓師中澤丹波の世話で大阪曾根崎新地花屋の離れ座敷に身を寄せ、剣術指南をしていた。
宗左衛門の兄弟である遠城治左衛門および安藤喜八郎は敵を取ることを決意し、大坂に出て生田の行方を捜していた。兄弟はある日偶然にも、生玉神社の近くで生田と出くわし、ただちに勝負を迫った。生田は、神域を騒がすのは自分の不本意であり、門弟を引き連れているから助太刀をされてはかえって武士の面目にかかわるとして、後日のことを約束し書面で打ち合わせ、11月4日早朝、崇禅寺馬場で果たし合いと定まった。
11月4日、生田の大勢の門弟らは稲村の陰、松の梢に姿を潜めて助太刀をしたため、兄弟は無惨な返り討ちにあった。
11月24日、生田は大和矢田の常称寺で、理由不明の切腹をとげた。

## 映画
数多く日本の剣戟映画の題材となった。
- 『敵討崇禅寺馬場』 : 監督牧野省三、主演尾上松之助、製作横田商会、1911年
- 『崇禅寺馬場仇討』 : 監督牧野省三、主演尾上松之助、製作日活京都撮影所、1915年
- 『崇禅寺馬場仇討』 : 主演市川姉蔵、製作日活京都撮影所、1921年
- 『崇禅寺馬場の仇討』前後篇 : 監督中川紫郎、主演岡部繁之、製作帝国キネマ演芸、1922年
- 『崇禅寺馬場』 : 製作牧野教育映画製作所、1922年
- 『崇禅寺馬場』前後篇 : 監督竜造寺淳平 / 山下秀一、主演瀬川路三郎、製作帝国キネマ演芸小坂撮影所、1925年
- 『崇禅寺馬場』 : 監督マキノ正博、原作山上伊太郎、主演南光明、製作マキノ・プロダクション御室撮影所、1928年
- 『返り討崇禅寺馬場』 : 監督秋山耕作、原作菊池寛、主演高田浩吉、製作松竹キネマ下加茂撮影所、1933年
- 『仇討崇禅寺馬場』 : 監督マキノ雅弘、原作山上伊太郎、主演大友柳太朗、製作東映京都撮影所、1957年